# 덴트 맥스키밍
플로렌스 덴트 아치볼드 맥스키밍(영어: Florence Dent Archibald McSkimming, 1896년 10월 17일~1976년 7월 13일)은 미국의 스포츠기자로, 미주리주 세인트루이스의 여러 지역 신문에서 기자로 일했다. 1951년에 미국 축구 명예의 전당에 헌액되었다.
세인트루이스에서 조지 프랜시스 맥스키밍과 메리 테레사 맥캔 맥스키밍의 열 명의 자녀 중 여섯 번째 아이로 출생했다. 덴트 맥스키밍의 이름은 아버지가 《세인트루이스 포스트디스패치》에서 일할 당시 동료였던 덴트 H. 로버트와 플로렌스 D. 화이트의 이름을 따서 지어졌다. 덴트 맥스키밍은 1913년에 《세인트루이스 스타》에서 스포츠기자로 일하기 시작했고, 1922년에 《세인트루이스 포스트디스패치》로 자리를 옮겨 1961년에 은퇴할 때까지 그곳에서 일했다. 또한 《세인트루이스 글로브데모크랫》에서 경찰 담당 기자로도 일했다.
덴트 맥스키밍은 제1차 세계 대전 중에 미 해군 포함에서 약제병으로 복무했다. 1931년에는 멕시코시티의 영자신문사에서 일했다. 제2차 세계 대전 중에는 푸에르토리코와 파나마 운하 지대에서 적십자 현장 대표로 일했다.

## 1950년 FIFA 월드컵
맥스키밍은 1950년 FIFA 월드컵이 브라질에서 개최될 당시 현장에 있던 유일한 미국인 기자였는데, 자신이 소속된 회사에서 대회 취재를 위해 인원을 파견하지 않기로 결정하자 자비를 들여 대회 현장에 참가했다. 맥스키밍은 미국이 잉글랜드를 상대로 보여준 이변을 지켜본 뒤 "옥스퍼드 대학교에서 야구 팀을 보내 양키스를 꺾은 것과 같다"고 표현하기도 했다.
해당 경기를 다룬 2005년 영화 《게임 오브 데어 라이브스》에서 테리 키니가 젊은 맥스키밍 역을, 패트릭 스튜어트가 나이 든 맥스키밍 역을 맡아 연기했다.